# Miriam Defensor-Santiago
Miriam Defensor-Santiago (Iloilo City, 15 juni 1945 – Taguig, 29 september 2016) was een Filipijns rechter en politicus. Santiago werd in 2004 gekozen in de Senaat van de Filipijnen. Zes jaar later werd ze herkozen. In 2011 werd ze gekozen tot rechter van het Internationaal Strafhof in Den Haag. Ze trok zich uiteindelijk echter terug wegens gezondheidsproblemen. Defensor-Santiago deed drie maal mee aan de Filipijnse presidentsverkiezingen. In 1992 eindigde ze als tweede achter Fidel Ramos. In 1998 en in 2016 haalde ze veel minder stemmen. Drie maanden na haar laatste poging kwam ze te overlijden. In 1988 werd Defensor-Santiago onderscheiden met een Ramon Magsaysay Award.

## Biografie
Miriam Defensor werd geboren op 15 juni 1945 in de Filipijnse stad Iloilo City. Ze voltooide magna cum laude een bachelor-opleiding rechten aan de University of the Philippines. Aansluitend behaalde ze een master-diploma rechten aan de University of Michigan in de Verenigde Staten. Defensor was voor haar politieke carrière onder meer docent politicologie aan het Trinity College in Quezon City en rechter van een regionale rechtbank.
In het kabinet van president Corazon Aquino werd ze benoemd tot minister van landbouwhervormingen. Bij de verkiezingen van 1992 deed ze een gooi naar het presidentschap. Ze eindigde echter na Fidel Ramos op de tweede plaats. Drie jaar later werd ze bij de verkiezingen van 1995 gekozen in het Filipijnse Senaat. In verkiezingen van 1998 stelde ze zich opnieuw kandidaat voor het presidentschap. Ook ditmaal verloor ze echter, deze keer van Joseph Estrada. In 2001 won ze geen nieuwe termijn als senator. Drie jaar probeerde ze het opnieuw en was ze wel succesvol bij de verkiezingen van 2004. Bij de verkiezingen van 2010 werd ze herkozen als senator.
Op 30 juli 2007 werd Defensor door president Gloria Macapagal-Arroyo voorgedragen als kandidaat voor een plek als rechter aan het Internationaal Hof van Justitie die vrijkwam in 2009. Na vier stemmingen op 6 november 2008 werd echter bekend dat ze niet gekozen was. Defensor behoorde bij de top vijf kandidaten na de eerste ronde van stemmingen door de Algemene Vergadering van de Verenigde Naties. Ze kreeg echter geen meerderheid achter zich bij de stemmingen door de Veiligheidsraad.
Op 12 december 2011 werd Santiago wel gekozen als rechter van het Internationaal Strafhof in Den Haag. Haar termijn van negen jaar zou oorspronkelijk aanvangen in maart 2012. Nadat ze in eerste instantie uitstel had gekregen voor het afleggen van de eed en de start van haar termijn, werd begin juni 2014 bekend dat ze zich had teruggetrokken voor de functie. Ze gaf hierbij als reden op dat artsen er niet in waren geslaagd om het Chronischevermoeidheidssyndroom, waaraan ze lijdt, effectief te behandelen. Later werd bij Santiago longkanker geconstateerd.
In de aanloop naar de verkiezingen van 2016 liet Santiago weten dat ze overwoog zich te kandideren voor het presidentschap als ze haar ziekte zou overwinnen. Na goede berichten van haar doktoren voegde ze in oktober 2015 daad bij woord en kondigde ze aan zich voor de derde keer kandidaat te stellen voor het presidentschap. Korte tijd later liet ze weten dat senator Ferdinand Marcos jr. haar running mate zou worden bij deze verkiezingen. Hoewel ze tijdens de campagne aangaf genezen te zijn, werd gaandeweg duidelijk dat haar gezondheid niet goed was. Ze moest verstek laten gaan bij geplande bijeenkomsten en debatten met andere presidentskandidaten. Ze slaagde er niet in veel kiezers achter zich te krijgen en werd hierdoor laatste in een strijd die werd gewonnen door Rodrigo Duterte.
Ze was de oprichter en leider van de People's Reform Party.
Na de verkiezingen bleef haar gezondheid slecht. Ze werd enkele keren opgenomen in het ziekenhuis. Ruim drie maanden na de verkiezingen overleed Defensor-Santiago in St. Luke's Medical Center in Taguig. Ze was getrouwd met voormalig onderminister voor binnenlandse zaken Narciso Santiago en kreeg met hem twee zonen.